# Alan Hatherly
Alan Hatherly (* 3. Mai 1996 in Durban) ist ein südafrikanischer Mountainbiker, der im Cross Country aktiv ist. 2019 war er Weltmeister auf dem E-Mountainbike, 2024 im Cross-Country XCO.

## Sportlicher Werdegang
Als Junior gewann Hatherly im Jahr 2014 die Bronzemedaille bei den Afrikameisterschaften im Cross-Country. Nach dem Wechsel in die U23 wurde er 2016 Afrikameister, ein Jahr später südafrikanischer Meister und Vizeweltmeister im Cross-Country. Im UCI-Mountainbike-Weltcup der U23 stand er als Zweiter erstmals auf dem Podium. In der Saison 2018 erzielte er einen Weltcup-Sieg in der U23, bei den Mountainbike-Weltmeisterschaften wurde er U23-Weltmeister im Cross-Country, bei den Afrikameisterschaften erstmals Afrikameister in der Elite.
Im Jahr 2019 nahm er am Cross-Country-Etappenrennen Absa Cape Epic teil und beendete diese als Fünfter der Gesamtwertung und Gewinner der Wertung für afrikanische Fahrer. Bei den Afrika- und nationalen Meisterschaften verteidigte er seine Titel, bei den MTB-Weltmeisterschaften 2019 startete er bei den erstmals ausgetragenen Wettbewerben im E-Mountainbike Cross-Country und wurde der erste Weltmeister in dieser Disziplin überhaupt.
Hatherly war Teilnehmer bei den Olympischen Sommerspielen 2016 und 2020 und belegte im Cross-Country den 26. bzw. den 8. Platz.
In der Saison 2020 belegte er bei den beiden ausgetragenen Weltcup-Rennen im Cross-Country den 5. und 6. Platz. 2021 erzielte er in Les Gets mit Platz 4 sein bis dahin bestes Ergebnis in der Elite. Seinen endgültigen Durchbruch schaffte er in der Saison 2022, als er beim Weltcup-Auftakt in Petrópolis den Short-Track gewann und noch mehrfach auf dem Podium stand und sich damit den Gewinn der Weltcup-Gesamtwertung im Short-Track sicherte. Bei den Weltmeisterschaften verpasste er als Vierter im Short-Track nur knapp die Medaillenränge. 2023 verpasste er in Lenzerheide als Zweiter nur knapp seinen nächsten Weltcup-Erfolg.
Die Saison 2024 verlief für Hatherly erfolgreich: Er wurde zum zweiten Mal südafrikanischer Meister im Short-Track, anschließend gewann er bei den Afrika-Meisterschaften das Double aus Short-Track und Cross-Country, wobei er letzteren Titel zum dritten Mal errang. Auch im Weltcup von Les Gets gewann er beide Wettbewerbe. Im Sommer gewann er im olympischen Mountainbikerennen die Bronzemedaille, bevor er bei den Mountainbike-Weltmeisterschaften den Titel im Cross-Country XCO gewann.
Im Vorfeld der Saison 2025 wechselte Hatherly im Alter von 28 Jahren zum australischen UCI WorldTeam Jayco AlUla, womit sich sein Fokus vermehrt auch auf den Straßenradsport richtete. Sein Saison-Debüt gab er bei der Alula Tour, wo er mit zwei Podestplatzierungen aufzeigte, ehe er seinen zweiten Gesamtrang auf der abschließenden vom Wind geprägten Etappe verlor. Im Februar wurde er erstmals nationaler Meister im Zeitfahren.

## Erfolge
| 2014 - Afrikameisterschaften (Junioren) – Cross-Country XCO 2016 - Afrikameister (U23) – Cross-Country XCO 2017 - Weltmeisterschaften (U23) – Cross-Country XCO - Afrikameister (U23) – Cross-Country XCO - Südafrikanischer Meister – Cross-Country XCO 2018 - Weltmeister (U23) – Cross-Country XCO - Commonwealth Games – Cross-Country XCO - Afrikameister – Cross-Country XCO - Südafrikanischer Meister – Cross-Country XCO - ein Weltcup-Erfolg (U23) 2019 - Weltmeister – E-MTB Cross-Country - Afrikameister – Cross-Country XCO - Afrikameister – Staffel XCR - Südafrikanischer Meister – Cross-Country XCO 2020 - Südafrikanischer Meister – Cross-Country XCO 2021 - Südafrikanischer Meister – Cross-Country XCO - Südafrikanischer Meister – E-MTB Cross-Country 2022 - ein Weltcup-Erfolg – Short-Track 2023 - Südafrikanischer Meister – Shorttrack XCC 2024 - Südafrikanischer Meister – Shorttrack XCC - Afrikameister – Cross-Country XCO, Shorttrack XCC - ein Weltcup-Erfolg – Cross-Country XCO - ein Weltcup-Erfolg – Shorttrack XCC - Olympische Spiele – Cross-Country XCO - Weltmeister – Cross-Country XCO - Weltmeisterschaften – Shorttrack XCC | 2025 - Südafrikanischer Meister – Einzelzeitfahren |